# Mszczonów
Mszczonów é um município da Polônia, na voivodia da Mazóvia e no condado de Żyrardów. Estende-se por uma área de 8,56 km², com 6 409 habitantes, segundo os censos de 2016, com uma densidade de 748,7 hab/km².